# Isophelliidae
Isophelliidae é uma família de cnidários antozoários da infraordem Thenaria, subordem Nyantheae (Actiniaria).

## Géneros
- Decaphellia Bourne, 1918
- Epiphellia Carlgren, 1949
- Euphellia Pax, 1908
- Flosmaris Stephenson, 1920
- Isophellia Carlgren, 1900
- Litophellia Carlgren, 1938
- Telmatactis Gravier, 1916